# مونتاگ ۵۳۵
سیارک ۵۳۵ (به انگلیسی: 535 Montague، نامگذاری:1904OC) پانصد و سی و پنجمین سیارک کشف شده‌است که در ۷ مه ۱۹۰۴ و در هایدلبرگ کشف شد.
قدر مطلق سیارک برابر ۹٫۴۸ است.